# Culdei
I Culdei (dalla lingua celtica Cuildich lett. "ritirato a parte”) successori del monachesimo irlandese, erano membri di comunità cristiane monastiche ed eremitiche d'Irlanda, Scozia e Inghilterra nel Medioevo. L'etimologia del termine, le persone da esso designate, la loro origine, le loro dottrine, la regola o le regole sotto le quali vivevano e i limiti della loro autorità e dei loro privilegi sono state tutte materie oggetto di controversie. Tutti ammettono, che (almeno inizialmente) i Culdei erano separati dalla massa dei fedeli, che le loro vite erano dedicate alla religione e che vivevano in comunità. Apparsi per la prima volta in Irlanda e successivamente in Scozia, collegati alle chiese cattedrali o collegiate, vivevano alla maniera monastica pur non prendendo voti monastici. Dal XII secolo il cristianesimo scozzese e irlandese fu regolato sul modello romano e nel processo anche i Culdei persero qualsiasi tratto distintivo che potevano aver avuto precedentemente e furono ricondotti sotto la regola canonica. Erano eremiti e non monaci.

## Nome
Il nome erroremente considerato come una corruzione del latino cultores Dei, deriva dall’antico termine celtico Cuildich “ ritirato a parte”. In irlandese Céile Dé “ sposo di Dio “. Tale nome, ignoto a Beda (morto nel 735), pare antecedente al X secolo. Secondo Philip Schaff, infatti,  il termine appare per la prima volta nell'VIII secolo. Pur "dando origine a molte controversie e teorie insostenibili", probabilmente significa compagno di Dio. Fu applicato agli anacoreti, che, in totale isolamento dalla società, cercavano la perfezione della santità. Essi in seguito si associarono in comunità di eremiti, e furono infine portati sotto la regola canonica insieme al clero secolare, finché alla fine il nome di culdeo divenne quasi sinonimo di quello di canonico secolare.

## Storia

### Irlanda
Nel corso del IX secolo, sono menzionati nove luoghi in Irlanda (inclusi Armagh, Clonmacnoise, Clones, Devenish e Sligo) dove furono stabilite comunità di Culdei.
Il più famoso culdeo fu Óengus di Tallaght, che visse nell'ultimo quarto dell'VIII secolo ed è più noto come l'autore del Félire Óengusso , "Il martirologio of Óengus". Maelruan, sotto cui visse Óengus, redasse una regola per i Culdei di Tallaght che prescriveva le loro preghiere, digiuni, devozioni e penitenze, ma non abbiamo testimonianze che questa regola fosse ampiamente accettata anche negli altri stabilimenti culdei. Si dice che Fedelmid mac Crimthainn, re di Munster (820-846) fosse stato un eminente culdeo.
Secondo William Reeves, i Culdei erano analoghi ai canonici secolari e occupavano una posizione intermedia tra il clero monastico e parrocchiale. Ad Armagh se ne contavano circa dodici, guidati da un priore. Erano il clero officiante delle chiese and e divennero i ministri permanenti della cattedrale. Sembra che la cura del servizio divino e, in particolare, la pratica della venerazione corale siano state la loro funzione speciale e ne fece un elemento importante dell'economia della cattedrale.
Tuttavia, dopo la morte di Maelruan nel 792, Tallaght è dimenticata, e il nome Ceile-De scompare dagli annali irlandesi fino al 919, quando i Quattro Maestri registrano che Armagh fu depredata dai Danesi ma che le case di preghiera, "con il popolo di Dio, cioè i Ceile-De", furono risparmiate. Successive annotazioni negli annali mostrano che c'erano Culdei a Clondalken, a Monahincha nel Tipperar e a Scattery Island.
Le guerre danesi influenzarono le case culdee. Clondalken e Clones scomparvero completamente. A Clonmacnoise, fin dall'undicesimo secolo, i Culdei erano laici e sposati, mentre quelli a Monahincha e Scattery Island, essendo totalmente corrotti e incapaci, o indisponibili, a riformarsi lasciarono spazio ai canonici regolari. Ad Armagh i canonici regolari furono introdotti nella chiesa cattedrale nel dodicesimo secolo ed ebbero precedenza sui Culdei, sei di numero, un priore e cinque vicari. Questi continuarono ancora a condurre un'esistenza comunitaria, incaricati della celebrazione degli uffizi divini e della cura dell'edificio ecclesiastico: avevano terre separate e a volte la guida di parrocchie. Quando si formava un capitolo, nel 1160 circa, il priore di solito ricopriva l'ufficio di precentore, i suoi fratelli essendo vicari del coro, ed egli stesso venendo nel capitolo subito dopo il cancelliere. Era eletto dai suoi fratelli Culdei e confermato dal primate, e aveva voce nell'elezione dell'arcivescovo in virtù della sua posizione nel capitolo.
Poiché l'Ulster fu l'ultima delle province irlandesi ad essere effettivamente portata sotto il dominio inglese, i Culdei di Armagh durarono più a lungo dei loro confratelli nel resto dell'Irlanda, formando una corporazione o collegio. I Culdei di Armagh resistettero alla dissoluzione nel 1541 e godettero una fugace resurrezione nel 1627, subito dopo la quale la loro antica proprietà passò ai vicari del coro della cattedrale.

### Scozia
In Scozia i Culdei erano più numerosi che in Irlanda: tredici istituzioni monastiche erano popolate da loro, otto delle quali in collegamento con le cattedrali. I monaci ionani erano stati espulsi dal re pittico Nechtan figlio di Derile nel 717. Non c'è menzione di Culdei in alcun monastero colombano, né in Irlanda né in Scozia, fino a molto tempo dopo il periodo di Columba: è nel 1164 infatti che si menziona che i Culdei sono a Iona ma in posizione subordinata. I Culdei di Loch Leven vivevano sull'Isola di St. Serf, che era stata donata loro da un principe pittico, Brudei, inforno al 700. Nel 1093 cedettero la loro isola al vescovo di St. Andrews in cambio di vitto e vestiario perpetuo, ma il vescovo Roberto, nel 1144, trasferì tutti i paramenti sacri, libri e altre proprietà, insieme all'isola, ai canonici regolari appena fondati, nei quali i Culdei furono probabilmente incorporati.
La cappella culdea di St. Andrews a Fife si può vedere a nord-est delle rovine della cattedrale e del muro della città. È dedicata a "Santa Maria sulla Rocca" (St. Mary on the Rock) ed è cruciforme. È usata dalle chiese locali di St. Andrews per la messa della mattina di Pasqua. Nei tempi antichi vi erano parecchie istituzioni culdee a Fife, probabilmente piccole e rozze strutture che alloggiavano 30 o 40 fedeli, ed è possibile che una struttura simile sorgesse sulla o vicino alla chiesa attuale. Nel 1075 d.C. fu concesso il decreto di fondazione della Chiesa di Dunfermline da re Malcolm III, e tra i possedimenti che egli conferì alla chiesa vi fu la contea di Kirkcaladinit, come era chiamata allora Kirkcaldy. Crínán di Dunkeld, il nonno di Máel Coluim III, era un abate laico, e la tradizione vuole che anche i membri del clero fossero sposati, benché diversamente dai preti della Chiesa ortodossa orientale, vivessero separati dalle mogli durante il periodo del servizio sacerdotale.
Le immagini che abbiamo della vita dei Culdei nel XII secolo variano considerevolmente. Le case principali in Scozia erano a St. Andrews, Scone, Dunkeld, Lochleven, Monymusk nell'Aberdeenshire, Abernethy e Brechin. Ciascuna era un'istituzione indipendente interamente controllata dal proprio abate e apparentemente divisa in due sezioni, una sacerdotale e l'altra laica e perfino sposata. A St. Andrews fino all'anno 1100 c'erano tredici Culdei che rivestivano la carica per possesso ereditario e che prestavano più attenzione alla propria prosperità e alla propria esaltazione che ai servizi della chiesa o ai bisogni della popolazione. A Loch Leven non c'è traccia di questa parziale indipendenza.
Una controversa riforma fu inaugurata dalla regina Margherita e portata a termine dai suoi figli Alessandro I e Davide I. Gradualmente l'intera posizione passò nelle mani di Thurgot  e dei suoi successori nel vescovato. Furono istituiti i canonici regolari e alcuni dei Culdei si unirono al nuovo ordine. A coloro che rifiutarono fu concessa una rendita vitalizia sulle loro entrate e permasero come corpo separato ma sempre più ridotto fino al principio del XIV secolo, quando, esclusi dalla possibilità di votare nell'elezione del vescovo, scompaiono dalla storia. Allo stesso modo i Culdei di Monymusk, originariamente forse una colonia di St. Andrews, divennero i Canonici regolari dell'ordine agostiniano all'inizio del XIII secolo, e quellii di Abernethy nel 1273. A Brechin, famosa come Abernethy per la sua torre rotonda, il priore culdeo e i suoi monaci contribuirono a formare il capitolo della diocesi fondata da Davide I nel 1145, sebbene il nome abbia persistito per una generazione o due.
Entro la fine del tredicesimo secolo la maggior parte delle case culdee scozzesi erano scomparse. Alcune, come Dunkeld e Abernethy, furono soppiantate dai canonici regolari: altre, come Brechin e Dunblane, si estinsero con l'introduzione dei capitoli delle cattedrali. Una almeno, Monifieth, passò nelle mani di laici. A St. Andrews continuavano a vivere fianco a fianco dei canonici regolari e si aggrappavano ancora al loro antico privilegio di poter eleggere l'arcivescovo. Ma la loro rivendicazione fu respinta a Roma, e nel 1273 furono esclusi anche dal diritto di voto. Continuarono ad essere menzionati fino al 1332 nei registri di St. Andrews, dove "formarono un piccolo collegio di clerici secolari di grado elevato, strettamente collegati al vescovo e al re". Prima della Riforma erano infine scomparsi, e nel 1616 le terre che un tempo possedevano furono annesse alla sede vescovile di St. Andrews.

### Inghilterra e Galles
Processi simili di assorbimento nelle file dei canonici regolari spiegano senza dubbio la scomparsa dei Culdei di York, l'unica istituzione inglese che usasse questo nome, portato dai canonici di San Pietro intorno al 925 quando svolgevano nel decimo secolo la duplice funzione di officiare nella chiesa cattedrale e di soccorrere i malati e ai poveri. Quando sorse una nuova cattedrale sotto un nuovo arcivescovato normanno, essi interruppero il loro collegamento con la cattedrale ma, aiutati dalle donazioni, continuarono a soccorrere i bisognosi. La data nella quale infine scomparvero è sconosciuta. Né conosciamo il fato della casa culdea del Galles che esisteva a Snowdon e a Bardsey Island nel Galles settentrionale ai tempi di Giraldus Cambrensis, menzionato (c. 1190) rispettivamente in Speculum Ecclesiae e in Itinerarium. La precedente comunità era, egli dice, gravemente oppressa dagli avidi Cistercensi. Questi sembrano essere gli unici casi in cui il termine "culdeo" si trova in Inghilterra e Galles.

### Diffusione sul continente europeo
Numerose missioni dei Culdei furono fondate in Europa continentale. Le compagnie culdee di Columbano, Fridolt, Germano e Clodoveo II insediarono saldamente i loro monasteri in tutti i territori francesi e tedeschi. Molti di essi resistono ancora oggi, come a Luxeuil. Gli stessi Benedettini si basarono sulle conquiste missionarie dei Culdei. Per maggiori particolari su questi aspetti si veda il capitolo Spread of the Culdean Church (Diffusione della Chiesa culdea) della History of the Scottish Nation (Storia della nazione scozzese) o The History of The Celtic Church (All Three Volumes): History of Civilization From Pre-historic Times To Medieval Times (La storia della Chiesa celtica (tutti e tre i volumi): storia della civiltà dai tempi preistorici ai tempi medievali).

## Origine
Hector Boece nella sua Latin history of Scotland (Storia latina della Scozia, 1516), rende i Culdei dal IX al XII secolo i successori diretti del monachesimo irlandese e ionano dal VI all'VIII secolo. Alcuni hanno suggerito che queste opinioni erano disapprovate da William Reeves (1815–1892), vescovo di Down, Connor e Dromore. James A. Wylie (1808–1890) porta buone ragioni a sostegno del fatto che i Culdei (Keledei) di Scozia siano legati alla spiritualità cristiana celtica dei monaci di Iona.
Reeves suggerisce che Maelruan potrebbe essere stato consapevole dell'insediamento di canonici a Metz dall'arcivescovo Chrodegang, (m. 766), come classe intermedia tra i monaci e i preti secolari, adottando la disciplina del sistema monastico, senza i voti ed espletando gli uffici di ministri in varie chiese.

## Un'interpretazione contrastante
Il termine culdeo è stato applicato impropriamente all'intera Chiesa celtica, rivendicando per esso una superiore purezza. Si è anche asserito che i Kelts o Culdei fossero i precursori del protestantesimo.
. Gli scrittori protestanti sostenevano che i Culdei avessero preservato il cristianesimo celtico, liberi dalle presunte corruzioni romane, in un angolo remoto dell'Europa occidentale. Questa visione fu custodita gelosamente nella poesia Reullura di Thomas Campbell:
(Thomas Campbell, Reullura)
Tuttavia, Schaff sostiene, "...questa inferenza non è assicurata. L'ignoranza è una cosa, e il rigetto di un errore per una conoscenza superiore è tutta un'altra cosa. ...Non c'è la minima prova che la Chiesa celtica avesse una concezione più elevata della libertà cristiana, o di qualsiasi principio distintivo positivo del protestantesimo..."

## "Culdeo" nella narrativa
- In The Railway Series del rev. W. Awdry c'è una ferrovia a cremagliera chiamata Culdee Fell Railway ("Ferrovia della Montagna Culdee"). Una delle locomotive a vapore è chiamata Culdee. Nella lingua immaginaria dell'Isola di Sodor, il sudric, si dice che Culdee si traduce come "Compagno di Dio", la montagna prendendo nome dal santo patrono dell'isola, Machan. Il rev. Awdry spesso usa nomi della religione e della Chiesa anglicana come toponimi nei suoi libri. L'isola immaginaria di Sodor dove ha luogo la serie, ad esempio, prende il nome da una diocesi della Chiesa anglicana, la diocesi di Sodor e Man.
- In Sun Dancing di Geoffrey Moorhouse, le sezioni immaginarie contengono un racconto di particolare asceta culdeo.
- I romanzi Byzantium, Patrick e la trilogia Celtic Crusades di Stephen Lawhead si concentrano sui Cele De.
- La storia breve "Useful Visions" di J. P. Moore è ambientata in un monastero culdeo.
- Una colonia di Culdei in Islanda appare nel romanzo fantastico di H. Warner Munn, Merlin's Ring.
- I Culdei sono una parte essenziale della storia di The Tile Cutters' Penny di Caiseal Mor.

### Ulteriori letture
- Rule of the Céli Dé, in E.J. Gwynn (a cura di), The Rule of Tallaght, Hermathena 44, Secondo Suppelemento. 1927.
- Westley Follett, Céli Dé in Ireland. Monastic Writing and Identity in the Early Middle Ages, Londra, 2006, ISBN 978-1-84383-276-8.
- Donald MacKinnon, The Culdees of Scotland, in Society of Friends of Dunblane Cathedral, 3:2, 1939, pp. 58–67.
- Peter O'Dwyer, Célí Dé. Spiritual reform in Ireland, 750–900, Dublino, 1981.
- Peter O'Dwyer, The Céli Dé reform, in Irland und Europa – Ireland and Europe. Die Kirche im Frühmittelalter – the early Church, ed. Próinséas Ní Chatháin and Michael Richter, Stoccarda, 1984, pp. 83–88.
- Patricia Rumsey, A Study of Community in Eighth-Century Ireland Based on Navigatio Sancti Brendani Abbatis and the Céli Dé Rules, in American Benedictine Review, 58:2, 2007, pp. 121–36.